# フライブルク・イム・ブライスガウ
フライブルク・イム・ブライスガウ（標準ドイツ語：Freiburg im Breisgau, アレマン語：Friburg im Brisgau）は、ドイツ連邦共和国南西部、バーデン＝ヴュルテンベルク州の郡独立市である。単にフライブルクと呼ばれることも多く、以下ではこれを用いる。
ドイツ・ゴシック建築の傑作とされる大聖堂（13世紀建設開始-1513年完成）を擁し、美しい家並み、清潔な街区も魅力的な文化都市である。
環境保護で先進的な取り組みをしている都市であり、日本では「環境首都フライブルク」と紹介されることがある。大学都市でもあり、アルベルト・ルートヴィヒ大学フライブルク（フライブルク大学）や教育大学・音楽大学が所在し、学生や教職員などが多く居住している。また、外国人へのドイツ語教育機関であるゲーテ・インスティトゥートがある。
「フライブルク」という名（意味は「自由な都市」）の都市はドイツ語圏の各地に存在し、スイスの都市フリブール（ドイツ語の正式名はフライブルク・イム・ユヒトラント (Freiburg im Üechtland)）などが知られるが、単に「フライブルク」と呼ぶ場合、日本ではフライブルク・イム・ブライスガウを指すことが多い。

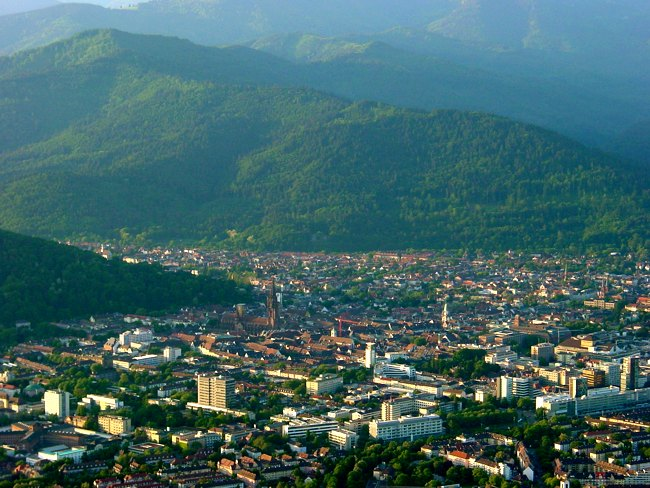
フライブルク市街（北西から南東方向）

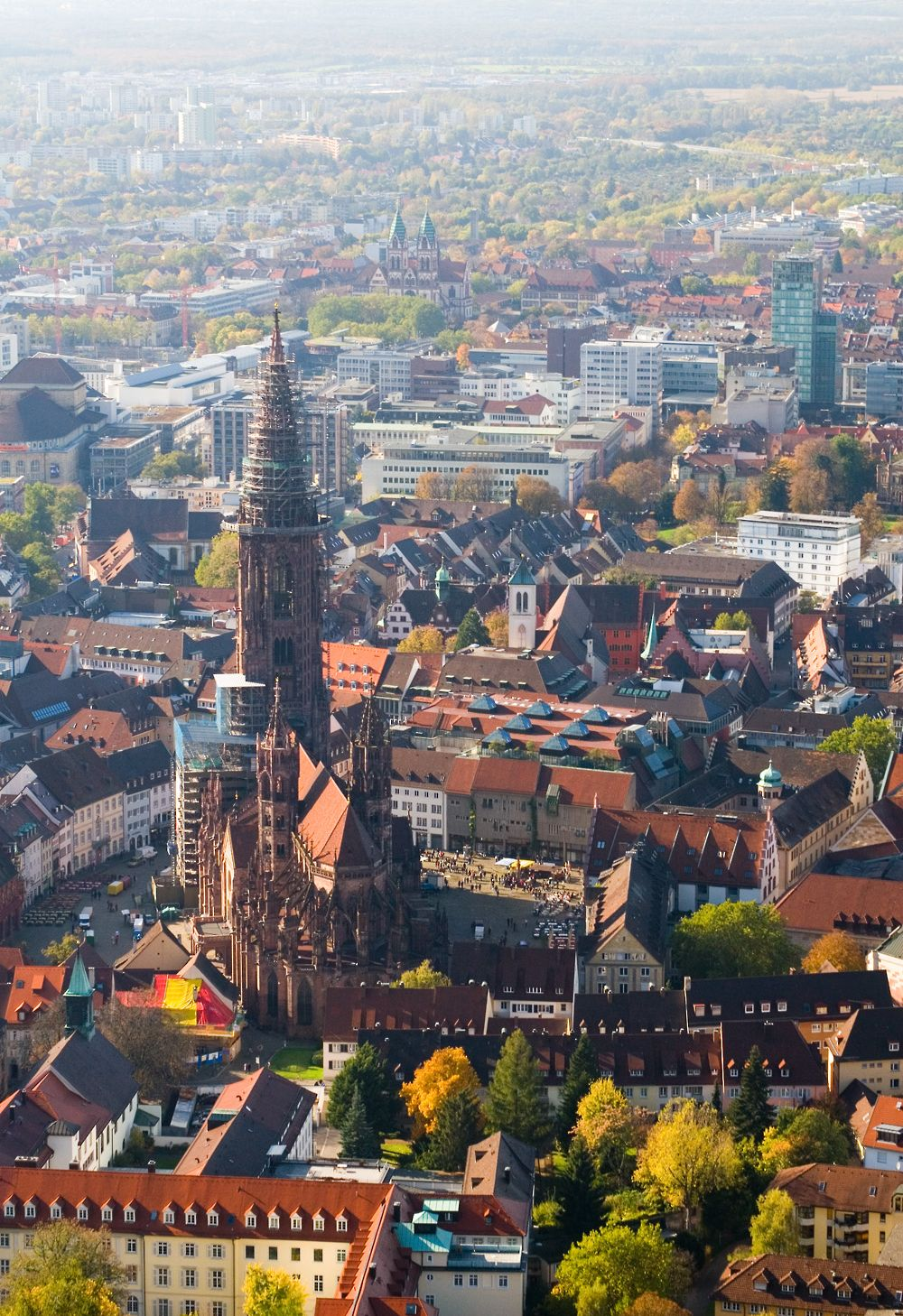
シュロスベルクの展望台からの眺め

## 概要
フライブルクは1945年から1952年4月25日のバーデン＝ヴュルテンベルク州設立までの間、バーデン州の州都であった。ドイツ最南の主要都市であるフライブルクは、フライブルク行政管区、南部オーバーライン地域連合、ブライスガウ・ホッホシュヴァルツヴァルト郡の官庁所在地である。なお、フライブルクはこの郡に囲まれているが、属してはいない。
ドライザム川に沿って広がるフライブルク市の現在の人口は約23万人で、バーデン＝ヴュルテンベルク州内ではシュトゥットガルト、マンハイム、カールスルーエに次いで4番目に多い。フライブルク市とブライスガウ＝ホッホシュヴァルツヴァルト郡、エメンディンゲン市で構成されるフライブルク経済圏の人口は合計で約63万人に達する。フライブルクは約600万人の人口を擁するオーバーライン3ヶ国都市圏の一角でもある。
大聖堂と「ベッヒレ」と呼ばれる水路（共にフライブルクの象徴である）のある旧市街には、年間300万人以上の観光客が訪れる。
1457年に設立されたアルベルト・ルートヴィヒ大学フライブルク（フライブルク大学）の存在により、フライブルクはドイツの古典的な大学都市の一つに数えられている。

## 地理

### 位置

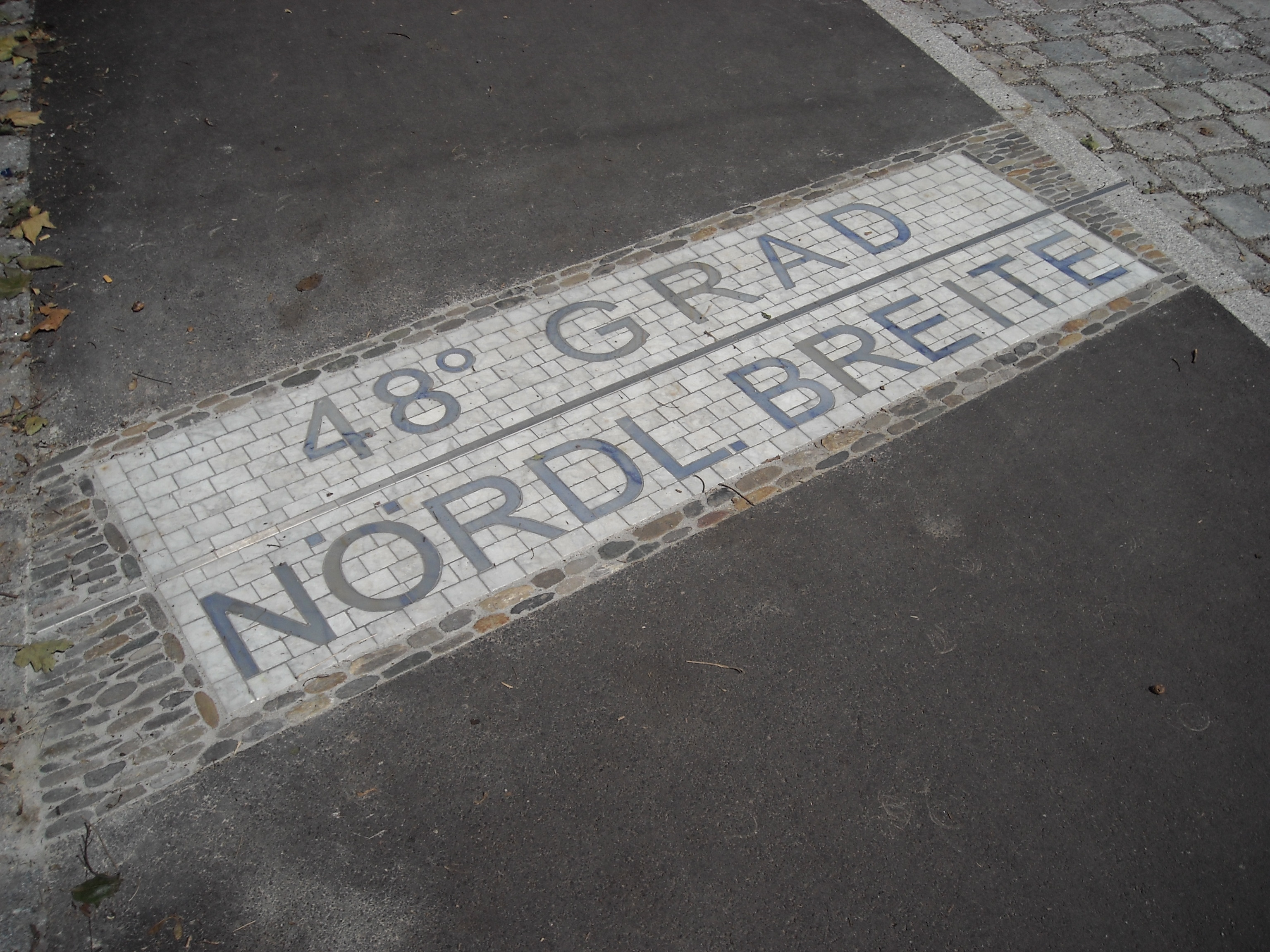
敷石で示された北緯48度線

フライブルクはバーデン＝ヴュルテンベルク州の南西部のライン地溝帯（上ライン盆地）南東端、シュヴァルツヴァルト山地の麓に位置する。近隣の主な都市としては、近い順にフライブルクから約38km西のコルマール（フランス）、約46km南西のミュルーズ（フランス）、約51km南のバーゼル（スイス）、約66km北のストラスブール（フランス）、約85km南東のチューリッヒ（スイス）、約120km北のカールスルーエ、約133km北東のシュトゥットガルトがある。フライブルクを貫通してドライザム川が流れている。
フライブルク市の領域の大きさは南北18.6km、東西20kmである。フランスとの国境からは最も近い場所で3km、スイスとの国境からは42km離れている。
かつて市壁だったアウフ・デア・ツィンネン通りから200mほど北に北緯48度線が通っている。南北に走るハプスブルク通りの両側の歩道上に、その位置が敷石で示されている。

### 隣接する自治体

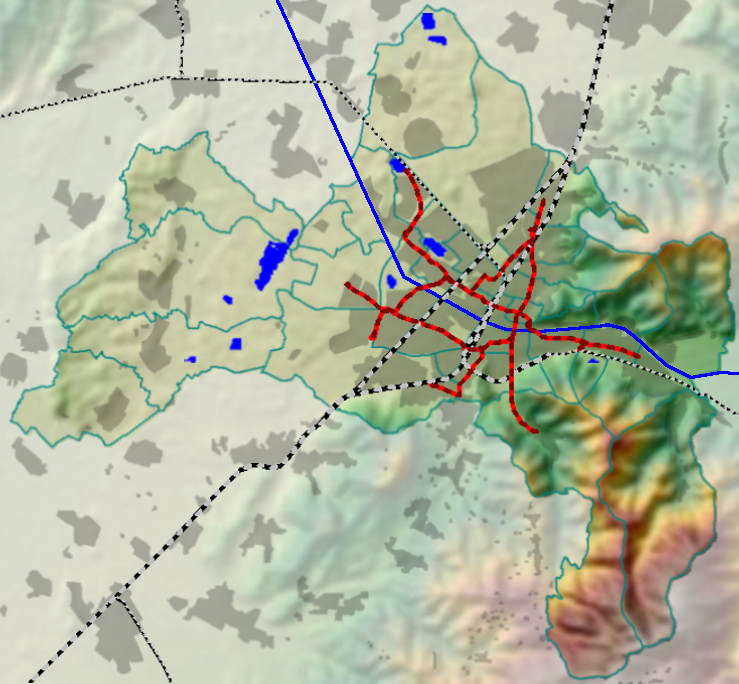
フライブルクの地形（鉄道を表示）

以下の都市や自治体がフライブルク市に面している。北から時計回りに、フェアシュテッテン、グンデルフィンゲン、グロッタータール、シュテーゲン、キルヒツァールテン、オーバーリード、ミュンスタータール/シュヴァルツヴァルト、ボルシュヴァイル、ホルベン、アウ、メルツハウゼン、エブリンゲン、シャルシュタット、バート・クロッツィンゲン、ブライザハ・アム・ライン、メルディンゲン、ゴッテンハイム、ウムキルヒ、マルヒ。以上はエメンディンゲン郡に属するフェアシュテッテンを除き、全てブライスガウ・ホッホシュヴァルツヴァルト郡に属している。

### 地質
フライブルクはシュヴァルツヴァルト山地とライン地溝帯の境界に位置しており、断層が市域の中央を通っている。市の東部にはツァールテン盆地へと続く谷が、北側のロスコプフ山と南側のブロンベルク山に挟まれて位置している。市の南部のカッペル地区とギュンタースタール地区はシュヴァルツヴァルト山地の中にある。麓の延長であるシュロスベルク山（城山）が、中心市街地に向かって鼻のように突き出ている。グライフェンエック宮の下部、アウグスティーナー道の西側の岩は、中世最盛期の市壁を建設するために切り出された。南東にある標高1284mのシャウインスランド山頂は、シュヴァルツヴァルト山地でも最も高い場所の一つであるが、フライブルク市域に属している。市域の標高差が1000m以上というのは、ドイツの主要な都市の中では最大である。市の西部は氷期に形成された扇状地の上に広がっている。市の南には麓の一部であるシェーンベルク山が位置しているが、これは古い山地の一部であり、ライン地溝帯が沈下する際に一部が崩れ落ちたものである。

### 気候
フライブルクは温暖で湿潤な温帯に位置しているが、場所によって大きな違いがある。平地は比較的温暖で乾燥していて、山地は涼しい。平均気温は11.4℃で、ドイツの主要な都市の中では最も暖かい。2003年の猛暑の際には、8月13日に40.2℃（公式）を記録していて、これは同じ数値が観測されたカールスルーエやマンハイムと並んで、ドイツの観測史上最高値である。地球温暖化の影響により、年平均気温は9.7℃（1961年から1990年の平均）から11.4℃（1981年から2010年の平均）に上昇した。
フライブルクの平均年間日照時間は1650時間で、これもドイツの主要な都市の中で最高である。平均年間降水量は908mmで、ドイツ全体の平均である800mm弱よりかなり多い。降水量の多くは夏期（5月 - 8月）の分であり、6月が107mmと最も多い。最も少ない2月の降水量は50.6mmである。
フライブルクの夏の気候を特徴づけるものの一つが、東部に位置するヘレンタール渓谷にちなんで「ヘレンターラー」と呼ばれる「風」である。シュヴァルツヴァルトの高地から吹き下ろしてくる風が、決まって暗くなり始めた頃の時間帯に市内を吹き抜けていく。気象専門家のヨルク・カヒェルマンやハンス・フォン・ルドルフの見解によると、この風は一般に思われているような冷たい風ではなく、フェーン現象による温かい風である。この風の影響で、フライブルクはドイツで最も熱帯夜（ドイツでは20℃を下回らない夜をいう）の多い都市となっている。

### 市の構成

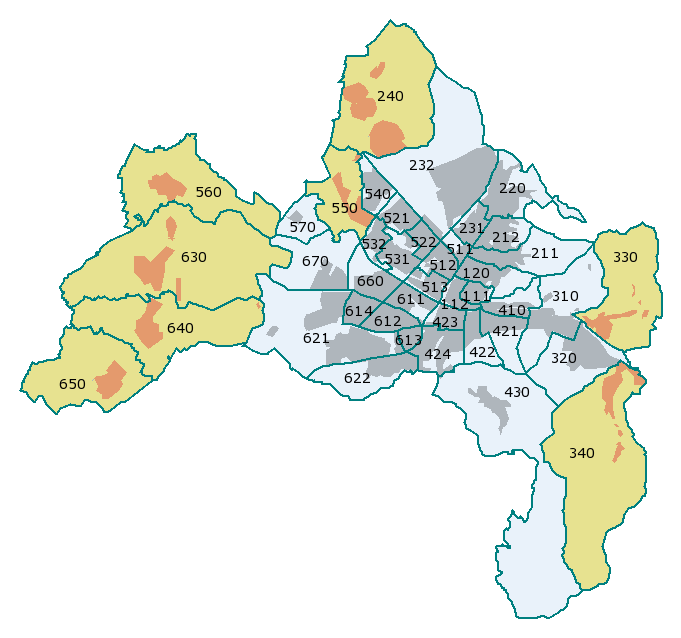
フライブルク市内の地区

フライブルク市内には28の地区があり、主に統計上の目的でさらに42の領域に分けられている。旧フライブルク郡の再編により、エブネット、ホッホドルフ、カッペル、リーエン、ムンツィンゲン、オプフィンゲン、ティーンゲン、ヴァルタースホーフェンの各自治体はフライブルク市に吸収合併された。その際これらの旧自治体であった集落には、独立した自治体のように、住民の選挙による集落議会と、集落の行政を取り仕切る代表者が置かれた。集落に関する全ての重要な議題は集落議会に通される。とはいえ最終的な決定権はフライブルク市議会にある。
フライブルク市内の28の地区は以下の通り。
| - アルトシュタット（旧市街） - ノイブルク - ヘルデルン - ツェーリンゲン - ブリュール - ホッホドルフ - ヴァルトゼー - リッテンヴァイラー - エブネット - カッペル - オーベラウ - ヴィーレ - ギュンタースタール - シュトゥーリンガー | - モースヴァルト - ベッツェンハウゼン - ランドヴァッサー - リーエン - ヴァルタースホーフェン - ムンデンホーフ - ハスラッハ - ザンクト・ゲオルゲン - オプフィンゲン - ティーンゲン - ムンツィンゲン - ヴァインガルテン - リーゼルフェルト - ヴォーバン |

## 歴史

### 中世

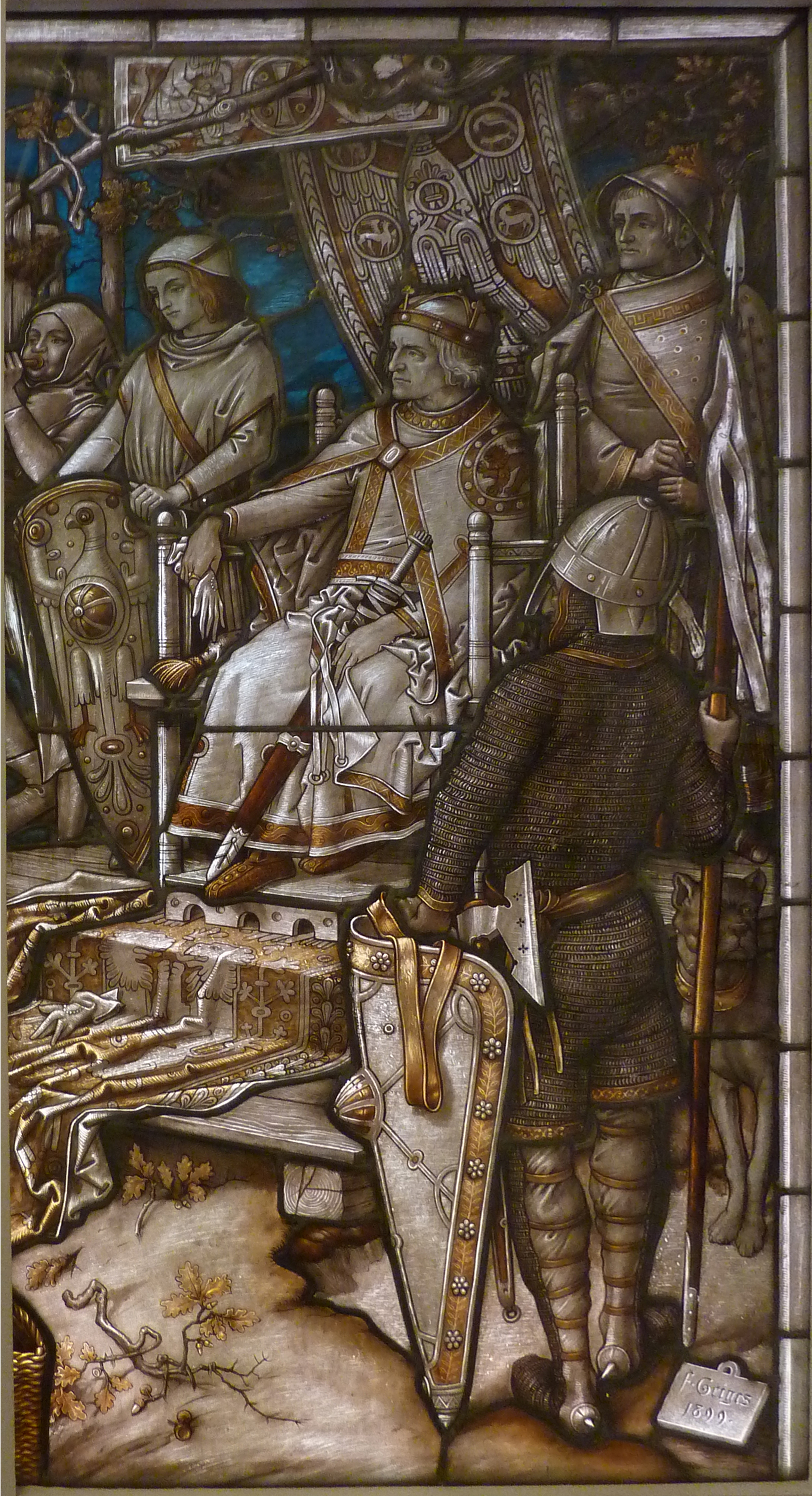
ツェーリンゲン家のコンラートは自己の所有地に市場を建設し、市場定住者に宛てて市場建設特許状を発している

最も古いものでは1008年の文献に、現在のフライブルクの領域（ヴィーレ、ツェーリンゲン、ヘルデルン）にあった集落についての記述がある。1091年にツェーリンゲン公ベルトルド2世が、シュロスベルク山の上に「カストルム・デ・フリブルク」（フライブルク城）を建設した。山のふもとには城に仕える家人や職人あるいは商人が住む集落があったと推測されるが、1120年、ベルトルド2世の息子でベルトルト3世の弟、コンラートは自らの私有地に商人団を入植させた。彼は「予は予の所有地に市場を建設した・・・声望あり資産ある商人をいたるところから呼び集め、これらの商人が建設者であるコンラートと共に宣誓団体を結成したと宣言している」。
「新来者は一人残らず、年額1シリングの地代を支払うことを条件に間口50フィート、奥行100フィートの住宅建設用地を世襲借地権によって取得し」（人口増加後、所有地の条件は八分の一に緩和）、保護ならびに関税と租税の免除（Schutz sowie Befreiung von Zöllen und Steuern）を保証され、司祭と都市代官を選ぶ選挙権（Recht der Pfarrer- und Vogtwahl）を得た。
1200年にはベルトルド5世によって、その頃には手狭になっていた教会の場所に大聖堂（ミュンスター）の建設が開始された。大聖堂の建設費用の多くは、シュヴァルツヴァルトにあった銀山の収益によって賄われた。この銀山の収益は、フライブルク市民が富を得るのに大きく寄与した。それ以外の市の経済の基盤は、遠隔地商業と多彩な手工業であったが、中世末期には、「フライブルクの大砲鋳造の技術の優秀さが鳴りひびいて」おり、シュトラースブルクは1416年、フライブルクに100台の「鉄の砲」を注文したとされる。
ツェーリンゲン家が断絶した後、1218年にはウーラッハ伯がフライブルクの支配権を獲得し、その後はフライブルク伯と名乗るようになった。フライブルク市民は、金銭の問題に関してフライブルク伯と衝突を繰り返した末、1368年、気に入らないフライブルク伯エギノ3世から2万マルクの銀でフライブルクの支配権を買取り、そしてハプスブルク家に庇護を求めた。

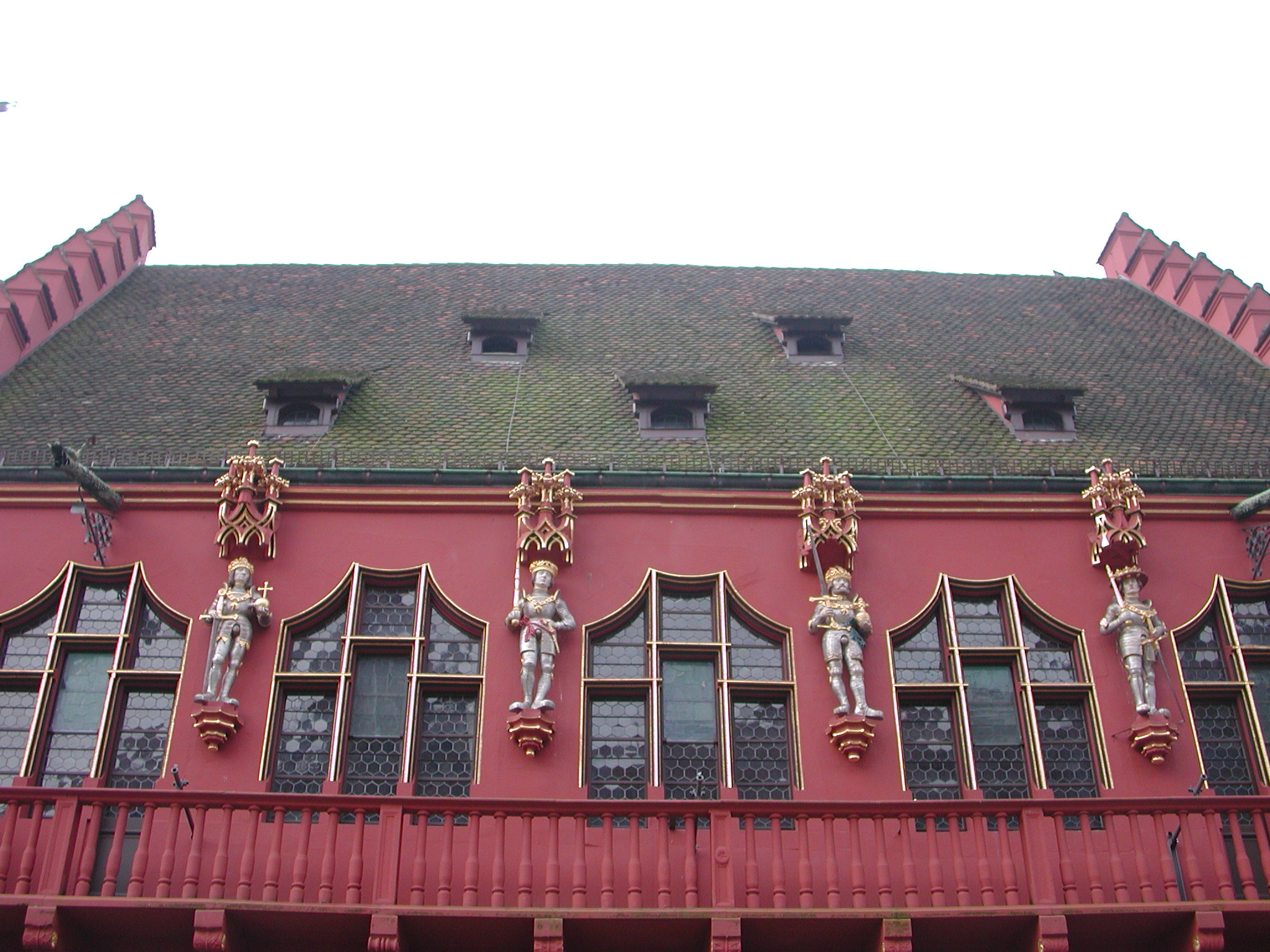
歴史的な商館に並ぶハプスブルク家の4人の当主

フライブルクはこの新しい主人である、オーストリア公のハプスブルク家に対して、庇護の見返りとして兵士と金銭を差し出さなければならなかった。1386年のゼンパッハの戦いでは、オーストリア公レオポルト3世がスイス誓約同盟に敗北し、従軍したフライブルク貴族の多くが戦死した。その後は職人や商人の同業組合が、参事会で支配的な地位を占めるようになった。フライブルクは1427年までは帝国自由都市であった。前方オーストリアを領していたオーストリア大公アルブレヒト6世によって、1457年にフライブルク大学が設立された。

### 近世

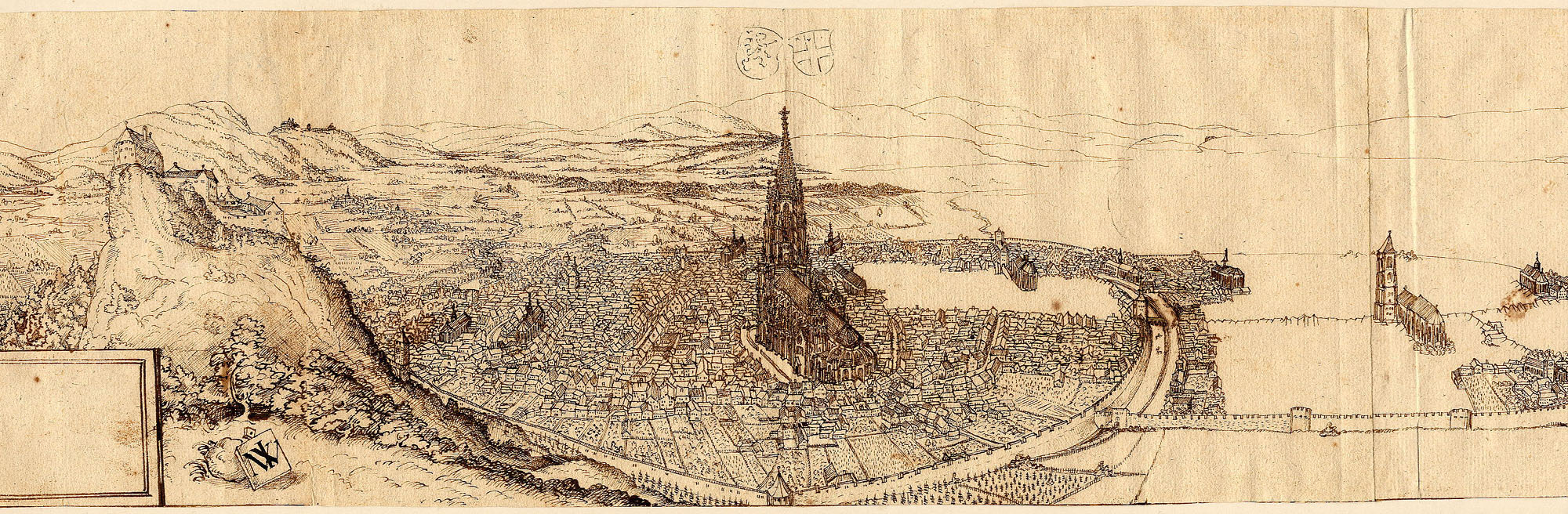
1580年頃のフライブルク

1498年にはオーストリア大公かつ神聖ローマ皇帝のマクシミリアン1世が、フライブルクで帝国議会を開いた。これと同時期、ライン川上流域の農民が「農民靴」を旗印に一揆を起こしたが、フライブルクでは1513年、ヨス・フリッツの率いる一揆の計画が密告により発覚した。1525年にはドイツ農民戦争の中で、ハンス・ミュラー率いる農民がフライブルクを占領し、プロテスタント教会の陣営に加わるようにフライブルク議会に強要した。1529年にバーゼルでプロテスタントが聖像破壊運動を行った際には、バーゼルの司教座聖堂参事会が、当時の第一級の知識人であったエラスムスと共にフライブルクに避難してきた。1536年にはフライブルク大聖堂が、1513年にコンスタンツ補佐司教によって清められた高壇が完成したことで、着工から300年以上を経てようやく竣工した。
1618年に三十年戦争が始まり、1620年にはイエズス会がフライブルク大学を引き継いだ。1632年には、ホルン将軍率いるスウェーデンがフライブルクを占領し支配下に置いたが、以後支配者が何度も入れ替わることになった。1644年にはフランツ・フォン・メルシーとヨハン・フォン・ヴェルスの率いる、神聖ローマ皇帝・バイエルン連合軍がフライブルクを占領した。続いてバイエルンとフランス・ヴァイマル連合部隊の間でフライブルクの戦いが起きた。
17世紀の後半は、フランス王ルイ14世がライン川右岸地域に侵入を繰り返していた。オランダ侵略戦争の後、ナイメーヘンの和約の結果、神聖ローマ皇帝レオポルト1世は1679年、フライブルク市とリーエン、ベッツェンハウゼン、キルヒツァールテンをフランス王に譲渡しなければならなかった。ルイ14世はセバスティアン・ル・プレストル・ド・ヴォーバンに命じ、フライブルクを近代的な要塞に造り変えるよう命じた。その後の1681年には、ルイ14世は工事の進捗状況を自身で確かめるためフライブルクを訪れた。ルイ14世はバスラー・ホーフ（バーゼルの館）という建物に宿泊した。レイスウェイク条約により、ルイ14世はアルザスの占領した地域を、帝国自由都市シュトラスブルク（ストラスブール）も含めて手に入れたが、代わりにフライブルクをハプスブルク家に返却しなければならなかった。スペイン継承戦争の終わり頃、1713年にはフランスのクロード・ルイ・エクトル・ド・ヴィラール元帥がフライブルクを再び占領した。第二次オーストリア継承戦争ではフランソワ元帥率いるフランスが、アルザスのヴィサンブールでオーストリアを破った（1744年7月5日）。フランス軍はフライブルクを撤退する際、フライブルクの要塞施設を徹底的に破壊した。現在ではブライザッハ門だけが、ヴォーバン式要塞の構築物の名残を留めている。

### 近代

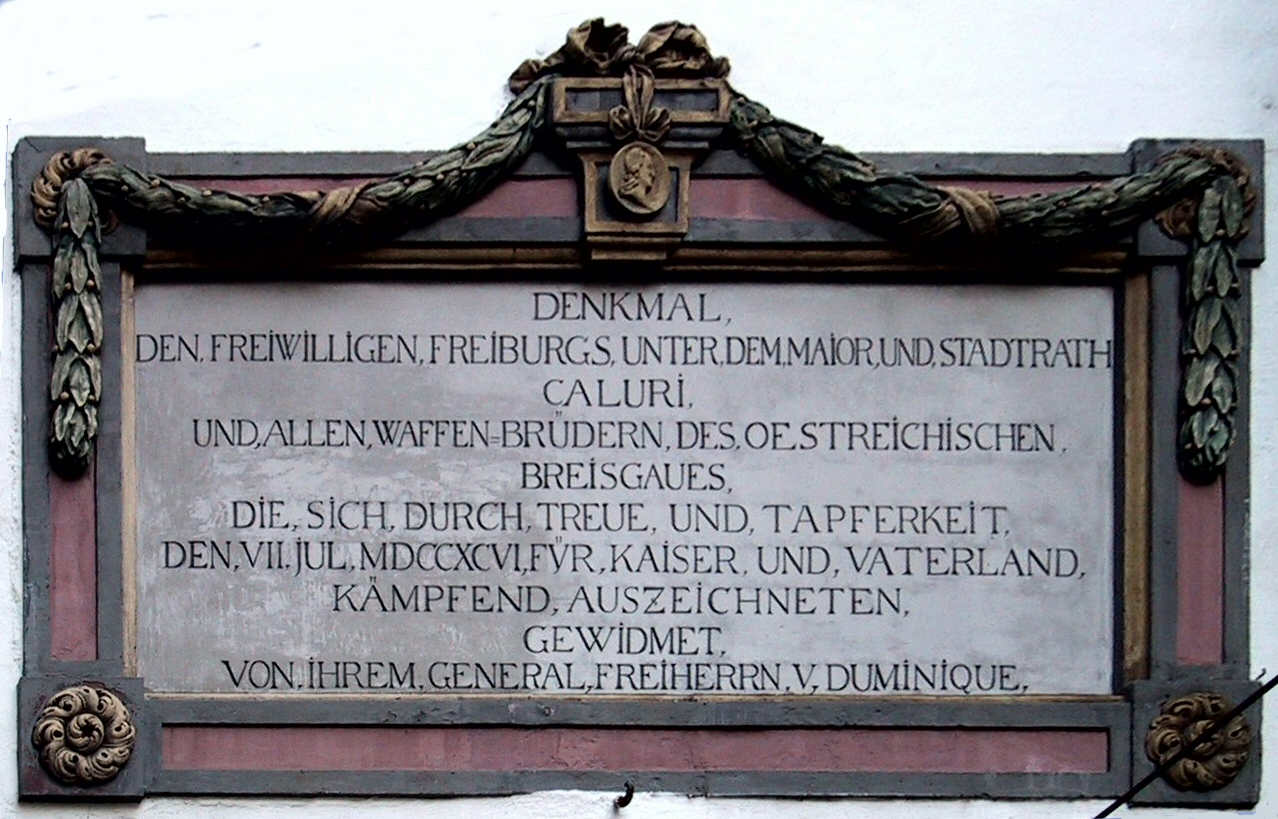
マルティン門にある、革命軍と戦って戦死した市民兵の祈念碑

フランス革命軍は1796年、フライブルクを占領した。3か月後、オーストリアのカール大公がフライブルクを解放した。エステ家のモデナ公エルコレ3世はカンポ・フォルミオ条約によってイタリアの領地を失ったが、4年後の1801年にリュネヴィルの和約によって、補償としてブライスガウ地域一帯を手に入れることになった。エルコレ3世は補償が損失に見合わないとして、この交換を了承しなかった。それゆえ彼は1801年以降もブライスガウ地域を訪れることはなかった。ヘルマン・フォン・グライフェン男爵の政治活動の結果、1803年3月2日にブライスガウ地域は正式にエステ家の統治下に移ることになった。1803年10月にエルコレ3世が死去すると、ブライスガウ地域はハプスブルク家に嫁いだ娘マリーア・ベアトリーチェ・デステの所有となった。もっとも、モデナ・ハプスブルク家（オーストリア＝エステ家）のこういった「幕間劇」は、結局長続きしなかった。1805年にフランスのナポレオンが、ブライスガウ地域とオルテナウ地域への侵攻をバーデン選帝侯国に命じたからである（バーデンは1803年から1806年までの短い期間、選帝侯国であった）。ナポレオン戦争の事後処理のためのウィーン会議は1815年に閉幕し、会議の結果フライブルクは引き続きバーデン大公国に属することになった。
1827年にフライブルクは新しく設立されたフライブルク大司教区の所在地になった。1845年にはオッフェンブルクまでの鉄道が開通した。バーデン大公国では1818年、王政復古期の最中に自由憲法が実現していたが、それにもかかわらず1848年の革命の波は、ドイツ南西部をとりわけ激しく襲った。フライブルクではバーデン大公国軍にヘッセンの集団も加わり、流血を伴うバリケード戦が展開された。

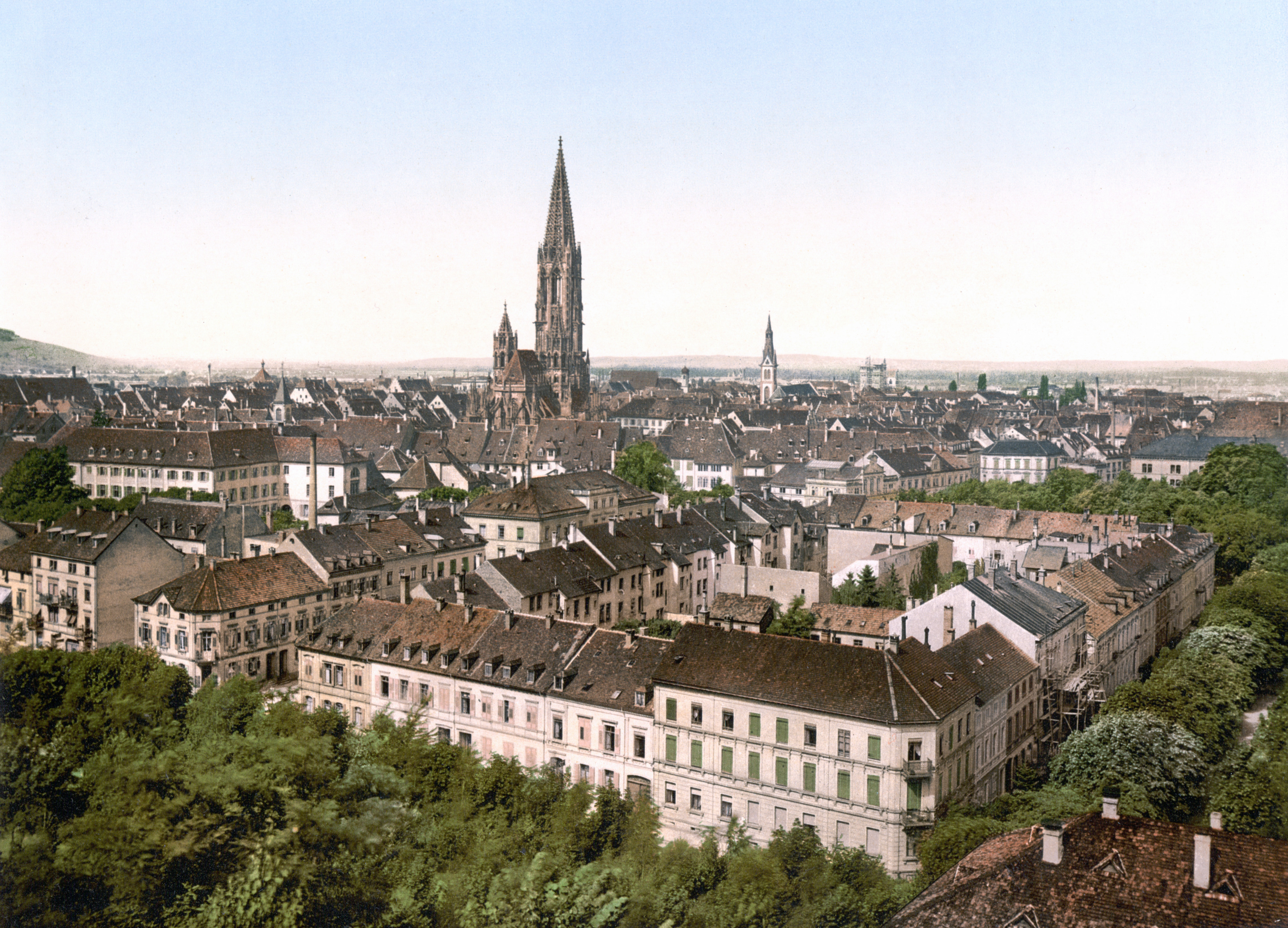
1900年頃のフライブルク

1871年のドイツ帝国成立によって、アルザスがドイツ領に組み込まれたこともあり、フライブルクはドイツ全体の経済発展の流れに乗ることになった。オットー・ヴィンテラー市長の下で、フライブルクでは新しい街区が歴史主義的な様式で建設されていった。1901年にはすでに、電気を用いた路面電車が運行していた。第一次世界大戦では、1914年12月14日を最初に、フランス空軍（当時は最先端だった）が非武装で開放されていた都市フライブルクに向けて爆弾を投下した。ドイツの戦争指導部は、それがハーグ陸戦条約に従った国際法上の制限を破るものだとした。だが空中戦は文民の意図に反してますますエスカレートしていった。フランスの戦闘機と飛行船はフライブルクへ、他のどのドイツの都市よりも多くの爆弾を投下した。
戦争の結果、フライブルクの後背地だったアルザスが再びフランス領となったことで、敗戦後のフライブルクは経済的に特に厳しい状況に置かれた。
ヴァイマル共和国が発足した年、コンスタンティン・フェーレンバッハとヨーゼフ・ヴィルトの2人の首相がフライブルクから輩出されている。

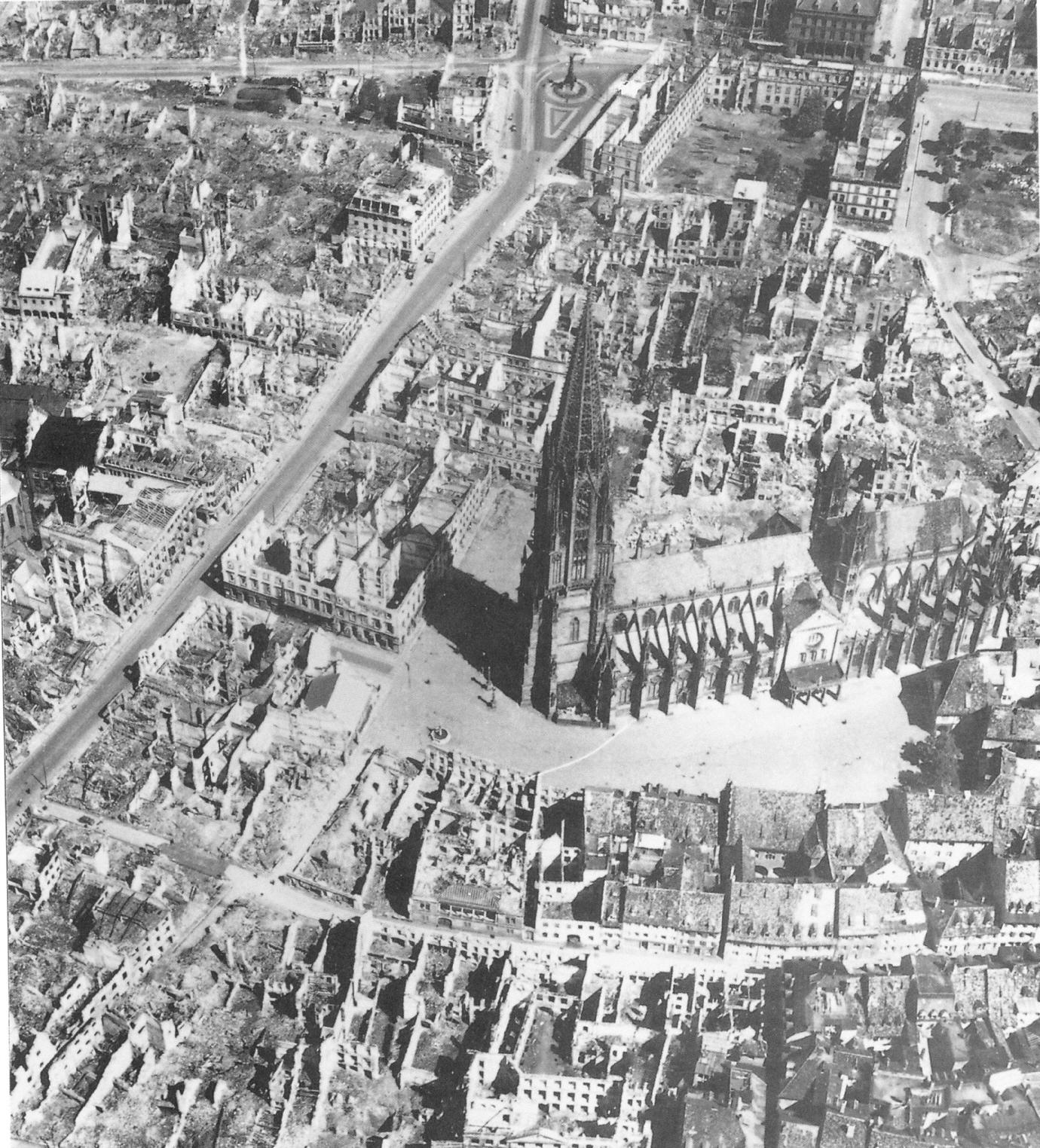
イギリス空軍による爆撃を受けたフライブルク旧市街

当時のドイツではどこでもそうだったように、フライブルクでも1933年にナチスが権力を握った。フライブルク大学はマルティン・ハイデッガー総長の下で統制が行われた。1938年に発生した水晶の夜事件では、フライブルクのシナゴーグも焼かれてしまった。1940年には「ワーグナー・ブリュッケル・アクション」と呼ばれる骨子に基づき、フライブルクにまだ留まっていたユダヤ人が南フランスのギュルス強制収容所に連行された。1940年5月10日にはドイツ空軍機がフライブルクを誤って爆撃し、57人が犠牲になった。
1944年11月27日の夜、「タイガーフィッシュ作戦」によりイギリス空軍がフライブルクを爆撃し、約2800人の市民が死亡した。爆撃の後には、北側の地区が完全に破壊された旧市街の瓦礫の中で、比較的被害の少なかった大聖堂だけがそびえていた。比較的被害が少なかったとはいっても、爆弾の爆発の衝撃によって身廊部分が壊れてしまった。バーゼルから寄贈された煉瓦によって、大聖堂は1946年1月までにはほぼ元通りに修復された。

### 第二次世界大戦以降
フライブルクは1945年4月にフランスに占領された。10月にはシャルル・ド・ゴール将軍がフライブルクで戦勝パレードを行った。ドイツの分割占領に伴って、フライブルクは1946年、新しくできたバーデン州の州都になった。州首相にはフライブルク出身のレオ・ヴォーレプが就いた。州議会が歴史的な商館で開かれている間、コロンビ宮殿に居住した。1951年の住民投票の後、大多数の住民が反対したにもかかわらず、南バーデン地域を領域とするバーデン州はバーデン＝ヴュルテンベルク州に統合された。
1960年代後期の学生運動の熱は、フライブルクでも表出した。そして1970年代にカイザーストゥールの農家により、ヴィール原発の建設計画への反対運動が行われた際、学生運動の中で成熟した市民の政治意識を表象するように、多くのフライブルク市民がこの反対運動に参加した。このような出来事の結果として、フライブルクでは自治主義の空気と、緑の党への強い支持傾向が根付くこととなった。フライブルクは新しく設立された緑の党の牙城となり、ドイツの環境首都と称されるようになった。学術的にも産業的にも環境を志向する空気に包まれる中、フライブルクは環境都市としての主導的な地位を得ることとなった。フライブルク市は2010年の上海万博に「グリーンシティ」として出展している。
フライブルクは交通の便利な場所に位置し、大学や研究機関が数多く立地することから、国際会議や見本市、大規模な集会等の開催地として人気がある都市の一つである。コンツェルトハウス・フライブルクやメッセ・フライブルクがよく会場となる。国際的な都市観光が多くの役割を果たしている。
1986年にはフライブルク市が第7回バーデン・ビュルテンベルク州庭園博の会場となった。このことは市の西部の開発に大きな意味を持っていた。後に述べる「エコ・ステーション」もこれに伴って開設された。人口の著しい増加によって、古くからの住宅地の再開発と、新しい住宅地の建設が必要となった。ドイツ国内に駐屯していたフランス軍が1992年に撤退すると、かつてヴォーバン（シュラゲター）駐屯地だった跡地が、世界的に有名なヴォーバン地区として開発された。1993年には続いてリーゼルフェルト地区の開発が開始された。
1996年には市の人口が20万人を超えた。そのうちの約3万人は、フライブルク大学および他の4つの大学の学生である。

フリュキガー湖（庭園博の会場跡地の一部）

フライブルクには大司教区や、ドイツカリタス連盟をはじめとする教会組織が立地しており、フライブルクはカトリック教会の中心地の一つとなっている。フライブルク大司教のロバート・ツォリチュはドイツ聖職者会議の議長を務めている。1978年にはフライブルクで第85回ドイツカトリック会議が行われ、マザー・テレサもそれに参加した。2011年9月24日・25日には、ローマ教皇ベネディクト16世が、ドイツ訪問の行程の中でフライブルクを訪問した。教皇はフライブルク空港でユーゲントヴィギルを祝った後、2011年9月25日に10万人以上の信者の前で聖餐式を執り行った。その他、虐待被害者に面会し、ヘルムート・コール元首相、憲法裁判所裁判官およびドイツ・カトリック委員長と会談し、教会論の演説をコンツェトハウス・フライブルクにおいて1500人の招待客の前で行った。
オーバーライン三ヶ国都市圏の中に位置する都市として、またストラスブールの近隣都市として、フライブルクという都市の、共に成長するヨーロッパにとっての意味はますます大きくなっている。フライブルクには、他のヨーロッパの国の領事館や総領事館が立地している。フライブルク行政管区、市の行政、フライブルク大学やその他の多くの機関は、隣国であるフランスやスイスとの緊密な連携のもと運営されている。17世紀の終わり頃（1677年 - 1697年）にはフランス王国に属し、第二次世界大戦後にもフランス占領軍の大規模な駐屯地の所在地だった都市として、フライブルクは隣国との関係を率先して持つ役目を昔から担ってきた。フライブルクは特にフランスのミュルーズやコルマールと緊密に連携している。フランス人はフライブルク経済圏において、労働力として、また顧客として重要な役割を果たしている。フランス・スイス両国との文化面や政治面での関係を作るのに大きく貢献しているのが、フランス文化センター（CCF）コンラート・シュレーダーと大学のフランスセンターである。2001年と2010年には、フライブルク市でドイツ・フランスの首脳・閣僚によるサミットが開催された。スイス国内の近隣都市であるバーゼルとの間にも、エラスムスやバスラー・ホーフに代表されるように、昔から深い関係が持続している。

### 自治体合併と市域の拡張
最初の合併以前にはフライブルク市の面積は3,005ヘクタールだった。以下のかつて独立した自治体だったところは、その領域とともにフライブルク市に編入された。
| 年月日    | 旧名称                 | 増加面積(ha) |
| --------- | ---------------------- | ------------ |
| 1457      | ヘルデルン             | 不明         |
| 1826      | ヴィーレ               | 723          |
| 1890      | ギュンタースタール     | 520          |
| 〃        | ハスラッハ             | 912          |
| 1906      | ツェーリンゲン         | 1169         |
| 1908      | ベッツェンハウゼン     | 865          |
| 1914      | リッテンヴァイラー     | 1561         |
| 1938      | ザンクト・ゲオルゲン   | 761          |
| 1971.9.1  | リーエン               | 358          |
| 1971.12.1 | オプフィンゲン         | 1461         |
| 1972.7.1  | ヴァルタースホーフェン | 758          |
| 1973.1.1  | ティーンゲン           | 838          |
| 1973.7.1  | ムンツィンゲン         | 677          |
| 1973.9.1  | ホッホドルフ           | 1010         |
| 1974.7.1  | エブネット             | 687          |
| 〃        | カッペル               | 1381         |
| 1978.1.1  | ムンデンホーフ         | 323          |

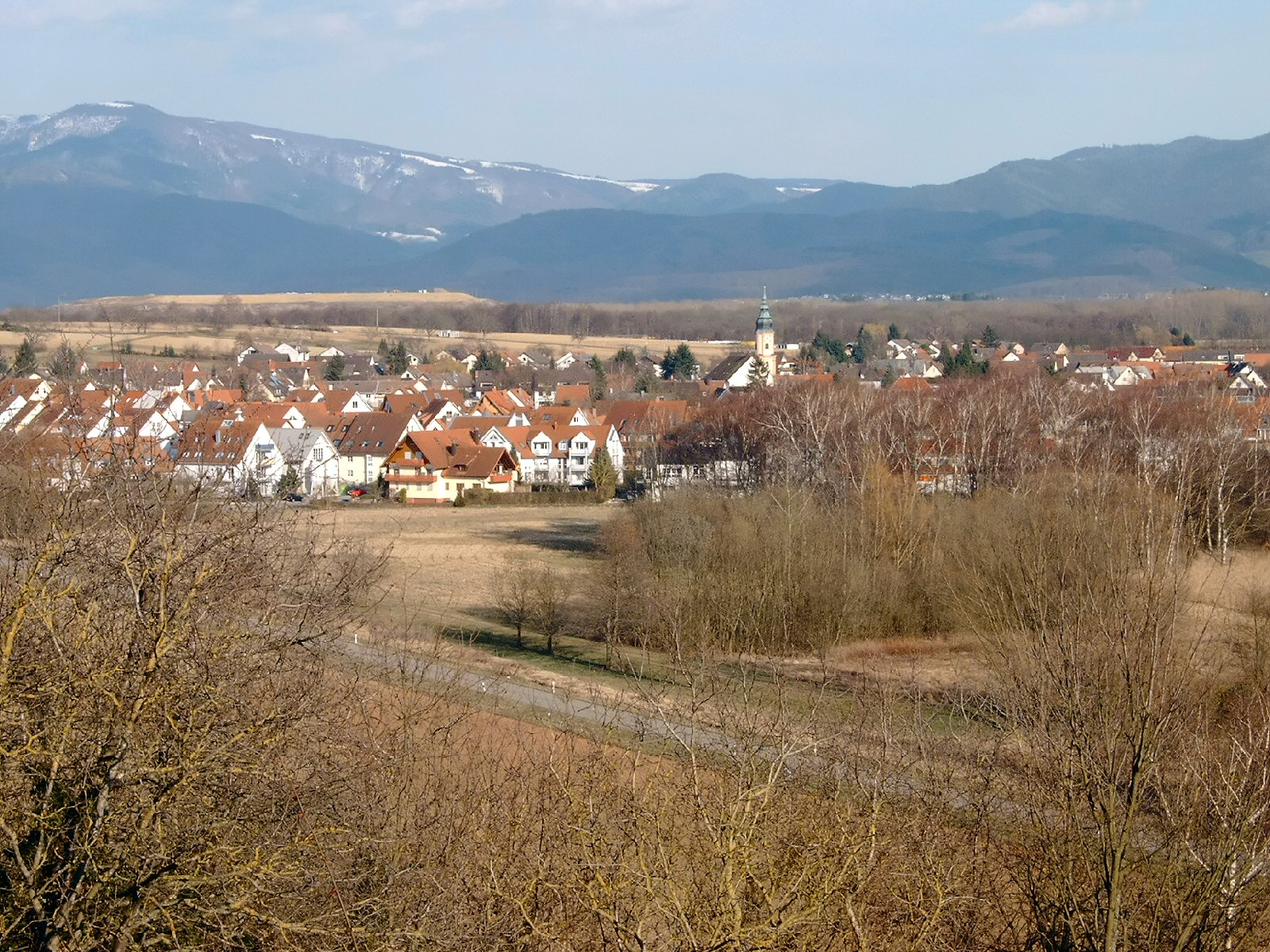
ホッホドルフ（1973年に合併）

フライブルクは合併だけでなく、新しい地区の開発によっても成長してきた。1960年代にはヴァインガルテンやランドヴァッサー、1990年代にはリーゼルフェルトやヴォーバンといった地区が開発された。

### 人口の変化

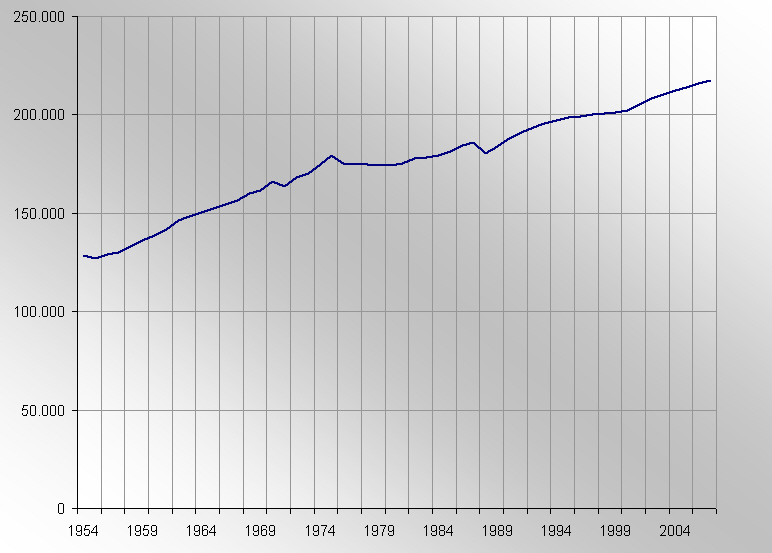
1954〜2006年のフライブルク市の人口推移

中世後期から近世にかけてのフライブルク市の人口は、5,000人から10,000人程度であり、フライブルクはバーゼルとストラスブールの間の地域では最大の都市だった。19世紀に工業化が始まると人口増加が加速し、1800年に9,050人だった人口が1900年には62,000人にまで増加した。
第二次世界大戦ではフライブルクも空襲のターゲットにされ、1939年に110,110人だった人口は、1945年12月時点で18.9%減の89,275人となっていた。旧東部領土から追放されたドイツ人によって、1947年には市の人口は再び10万人の大台に乗り、1996年にはその倍の20万人となっている。
1980年から2012年までの人口増加率は32%であり、バーデン＝ヴュルテンベルク州内で最も成長の早い都市の一つである。2009年には人口が1,945人増加し、これは州内の市および郡で最も多い人口増加数だったが、2011年にはシュトゥットガルトに首位の座を明け渡している。
2011年の住民の平均年齢は約41歳で、州内の市・郡では最も低かった。また、外国人住民の割合は2013年1月1日時点で13.7%だった。
州の統計局にが発表している人口は2012年1月1日時点で229,114人であり、これが公的な数値であるが、市の住民登録に基づいた人口は210,277人となっていて、こちらも同様に公的な数値として扱われる。統計局の発表した人口一人につき750ユーロが、州から自治体に毎年交付されるので、毎年約1,500万ユーロが余分に支払われていることになるが、市側はあまり問題にしていない。2011年の国勢調査による国、州、自治体の人口数値が2013年5月31日に公表されているが、それによるとフライブルク市の人口は210,600人であり、州の統計局による数値よりも低くなっている。

## 環境首都
フライブルクは環境政策で先進的な都市であり、欧州の都市環境保護キャンペーンなどでも何度も賞を受けている。「環境首都」という呼称は、ドイツ環境支援協会による自治体コンクール「自然・環境保護における連邦首都」において1992年に最高点を獲得し、「環境首都」として表彰されたことに由来する。

### 環境政策
フライブルクの主な環境政策は、廃棄物・リサイクル政策、自然エネルギー政策、交通政策、都市計画・景観政策などである。きっかけは1970年代に酸性雨によってシュヴァルツヴァルトが枯死の危機に瀕し、なおかつ近郊のヴィールに原子力発電所を建設する計画が持ち上がり、原発反対運動が起きたのがきっかけであった。1975年にフライブルクに設立されたBUND（ドイツ環境自然保護連盟）などが中心となって、フライブルクはシュヴァルツヴァルトを守るために、エネルギーでは脱原発・自然エネルギー推進をとり、大気汚染対策として自動車依存からの脱却と公共交通・自転車の強化を採用した。自然エネルギーでは太陽光発電の普及を中心にしている。交通面では都心への自動車乗り入れを制限し、以前より走っている路面電車 (LRT) を強化すべく、郊外部への延伸工事を行い、パークアンドライドを整備するなどの諸政策をとった。また、旧フランス軍駐留地である市南部のヴォバーン(Vauban(英語版)) 地区では、フォーラム・ヴォバーンというNPOの活動により、エコロジーを重視した団地が造成されている。
フライブルクの環境政策は単に環境対策上の成果にとどまらず、経済面でもプラスの効果をもたらした。まずは太陽光発電をさらに推進するために、太陽光発電の研究機関を誘致した。この研究所が中核となり、太陽光関連企業がフライブルクに立地するようになり、フライブルクはドイツにおける太陽光発電の重要な開発・生産拠点となった。太陽光発電はフライブルクに新たな雇用を生み出したのである。
また、環境政策の先進事例と紹介されたため、各国から視察が相次ぎ、視察団向けに環境ツアーが組まれるようになった。すなわち、環境政策も一つの観光資源として、観光産業としての役割も果たしている。市役所やNGOなどフライブルクの各機関ではあまりにも視察が増加したために、現在では多くの機関への視察やヒアリングは有料となっている。

### 交通政策
フライブルクは、1984年にドイツで初めて「環境定期券」を導入した都市である。その特徴は、定期を所有している人が市内の路面電車とバスの全路線を利用でき、日曜日には1枚で家族全員が利用できる点にある。当時のドイツでは、この種の全路線定期は購入者本人しか利用できず、そのため写真付きの定期券であるのが通例であった。スイスに近いフライブルクは、チューリッヒやバーゼルを参考に、このような定期券の導入に踏み切った。さらに、1991年には、1市2郡を走る14交通会社の全路線を利用できる「レギオ環境定期券」となった。その後、この種の定期券がドイツ各地に普及したため、1996年に「レギオカルテ」と改称されている。
フライブルクの都心はトランジットモールが整備され、路面電車やバスの利用が便利なので、公共交通が広く市民に利用されている。路面電車の路線を乗り換えるのに便利なように、都心のベルトルズ・ブルネン停留所では、複数路線の電車が同じ時刻に到着して数分間停車することとなっていて、利用者は自由に乗り換えることができる。
フライブルク大聖堂、新旧市庁舎、フライブルク大学などが集まる旧市街地には、マイカーが入るのを規制し、裏通りに商品の運搬車などの業務用車両が入ることだけが認められている地区がある。もちろん、そのすぐ外側の都心環状線まではマイカーで来て、車を駐車することも容易である。都心環状線周辺には、大規模な駐車場が何か所も整備されており、全体で4,000台以上の駐車容量がある（1998年のデータによる）。また、駅の跨線橋の脇には、1,000台の自転車を収容できる有料自転車ステーションが設置されている。ただ、この台数では不足しているようで、駅前の道路脇などに、所狭しと多数の自転車が置かれている。

## 姉妹都市
- フランス ブザンソン、1959年より
- オーストリア インスブルック、1963年より
- イタリア パドヴァ、1967年より
- イギリス ギルフォード、1979年より
- アメリカ合衆国 ウィスコンシン州マディソン、1987年より
- 日本 松山市、1989年より
- ウクライナ リヴィウ、1989年より
- スペイン グラナダ、1991年より
- イラン エスファハーン、2000年より

フライブルクのインフォメーションセンター内には、姉妹都市の松山インフォメーションが設置され、日本人のスタッフが常駐していた。しかし2008年3月現在、活動を休止している。

## 文化

### スポーツ
- SCフライブルク - 浦和レッドダイヤモンズで監督を務めたフォルカー・フィンケがかつて監督を務めたクラブ。
- フライブルクFC - かつて栄光を飾った名門クラブ。現在は6部の地域リーグに所属。

### 観光名所

#### ギャラリー
- フライブルクの遠景
- 旧市街とフライブルク大聖堂
- フライブルク大学のキャンパス
- 市庁舎通りとベッヒレ（通りを流れる小さな水路）
- マルティン塔
- 新市庁舎と旧市庁舎（右）、市庁舎広場
- フライブルク市立劇場
- 路面電車（コンビーノ）

## フライブルク出身、またはゆかりのある人物
- マルティン・ヴァルトゼーミュラー - 地図製作者
- ベルトルト・シュヴァルツ - 錬金術師
- ヴォルフガング・ショイブレ - 政治家
- バーニー・ドレイファス - メジャーリーグベースボール球団経営者・アメリカ野球殿堂表彰者
- カール・ラーナー - 神学者
- マルティン・ハイデガー - 哲学者
- マティアス・ギンター - サッカー選手
- ヨアヒム・レーヴ - サッカードイツ代表監督。フライブルク在住
- エラスムス - 人文主義者。 1529年 から1535年 までフライブルクに居住[11]
- 錬金術師ファウスト博士 - フライブルク近郊の町で悪魔に殺されたという[12]

## 近隣の町
- フライブルクの西に位置するブライザハ（Breisach am Rhein）は、古代ローマ時代 末期に城砦が置かれ、中世には帝国都市となり王侯に重要視された[13]。1200年頃には聖シュテファン大聖堂（Münster St.Stephan）の建設が開始され、 1489年頃にこの地に移住したマルティン・ションガウアー（Martin Schongauer）は1491年に当地で亡くなるまで「最後の審判」の大壁画の作成に取り組んだ[14]。1523年-1526年には、大きな主祭壇が作成されている[15]。 三十年戦争終盤には、戦略上の重要拠点ブライザハは両軍の攻防の的となった。すなわち、フランスのお抱えの傭兵隊長となったベルンハルトは、1638年11月バーゼル に近いラインフェルデン（Rheinfelden）を襲い、迎え撃つ皇帝軍を蹴散らした後、北上を続け、ブライザハに達する。彼はこの地を、フランスの宰相リシュリュー枢機卿の派遣したテュレンヌ元帥軍と共に包囲し、12月17日に陥落させた。これは皇帝軍敗北、三十年戦争終結への一里塚となった[16]。
- フライブルクの南西に位置するバート・クロッツィンゲン（Bad Krozingen）は40℃近い炭酸泉を湧出し、温泉施設＞Vita Classica＜を中心とする湯治場である[17]。
- バート・クロッツィンゲンの南東に位置するシュタウフェン（Staufen im Breisgau）は、ファウスト伝説で有名である。錬金術師ファウスト博士は宿屋「獅子亭」（Gasthaus ≫Zum Löwen≪）で悪魔に命を奪われた（≫vom bösen geist umbgebracht worden≪）という[18]。